# 사레다니촌
사레다니촌(佐礼谷村)은 에히메현 이요군에 설치되었던 촌이다. 현재의 이요시에 해당한다.